# 科威特交通

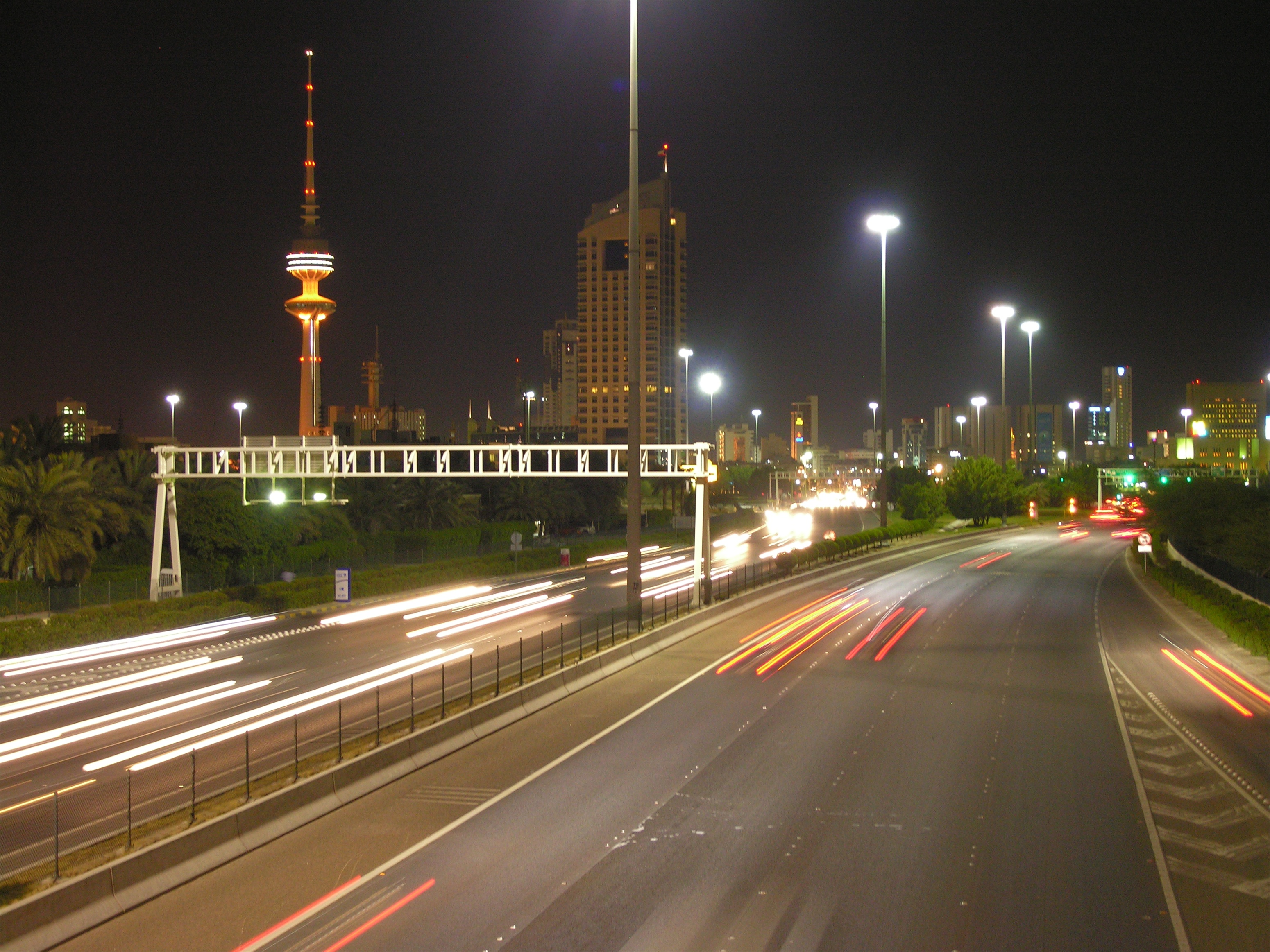
科威特高速公路

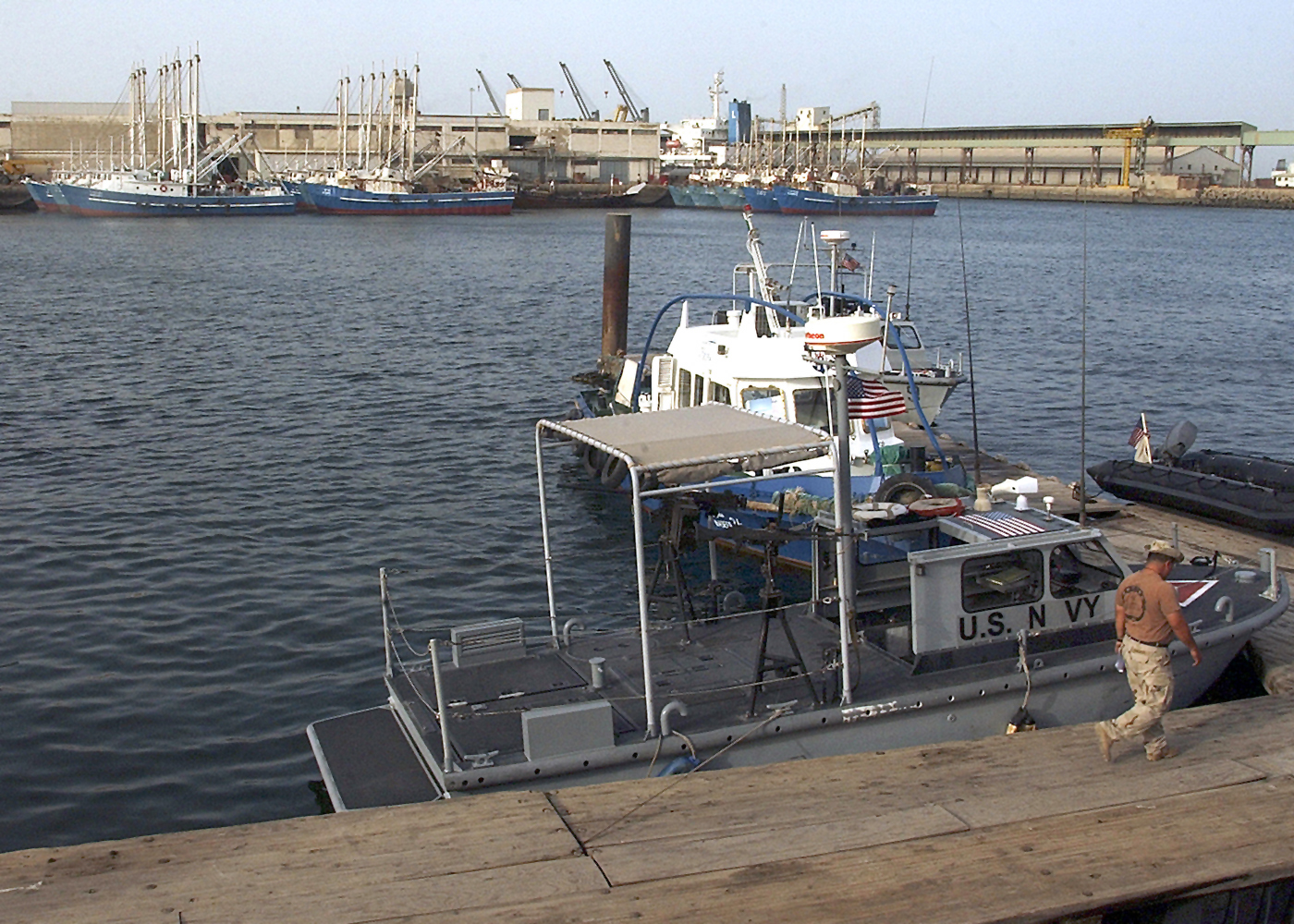
Ash Shu'aybah港

科威特的運輸系統有現代化和高效率，和發達國家標準同一套道路制度。全國道路共4450公里長，其中81%的350公里是高速公路。全國路上包括250多座橋樑。大多數人乘坐汽車作為交通工具。 
科威特沒有鐵路系統，但宣布計劃興建地下鐵系統來疏導交通。 
科威特國際機場位於科威特城大都市區南郊。政府現正計劃擴建機場，並最終增加它的容量為每年55萬人次。科威特航空由政府擁有。2004年科威特允許第一家民營航空公司半島航空的執照，經營國內外航線。半島航空公司，是一個採行“不退票”制度的廉價航空公司。2008年另一家民營航空公司的wataniya航空公司，也已獲得經營許可。
全國有三所現代化港口城市，其中之一是專門從事石油出口。有計劃在布比延岛興建另一個主要海港。